# Linienschiffsleutnant

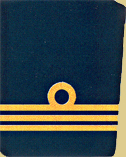
Ärmelstreifen eines Linienschiffsleutnants

Linienschiffsleutnant war ein Offiziersrang der K. (u.) k. Kriegsmarine und entsprach rangmäßig dem Hauptmann bei den Landstreitkräften. Sein Äquivalent in der deutschen Kaiserlichen Marine war der Kapitänleutnant. Die Rangbezeichnung wird in Nachfolgestaaten Österreich-Ungarns teilweise weiterverwendet, so z. B. in den Marinen Jugoslawiens und Kroatiens und in der österreichischen Handelsflotte.
Der Titel erklärt sich aus der bis weit ins 19. Jahrhundert üblichen Einteilung der Kriegsschiffe in Größenklassen, angefangen von der kleinsten, der Korvette, über die Fregatte bis zum Linienschiff. In der österreichischen Kriegsmarine führte das zu dementsprechend gebildeten Titulaturen: Korvettenkapitän (Äquivalent zum Major, Titel identisch mit dem der deutschen Marine[n]), Fregattenkapitän (Oberstleutnant, Titel identisch mit dem der deutschen Marine[n]) und Linienschiffskapitän (in den deutschen Marinen Kapitän zur See). 
In systematischer Entsprechung wurde in Österreich-Ungarn auch die Rangfolge der Marine-Subalternoffiziere wie folgt tituliert: Korvettenleutnant (als Äquivalent zum Leutnant [z. See]), Fregattenleutnant (entspricht dem Oberleutnant [z. See]) und Linienschiffsleutnant (entspricht dem Hauptmann bzw. deutschen Kapitänleutnant). Auch diese Rangfolge hat sich in der kroatischen Marine erhalten.